# Hayley Sings Japanese Songs 2
 (février 2024).
Si vous disposez d'ouvrages ou d'articles de référence ou si vous connaissez des sites web de qualité traitant du thème abordé ici, merci de compléter l'article en donnant les références utiles à sa vérifiabilité et en les liant à la section « Notes et références ».
Albums de Hayley Westenra
River of Dreams: The Very Best of Hayley Westenra
(2008) Winter Magic
(2009)
Hayley Sings Japanese Songs 2 est le neuxième album de la chanteuse néo-zélandaise Hayley Westenra, sorti le 11 mars 2009.

## Description de l'album
Cet album est la suite d’Hayley Sings Japanese Songs contenant des reprises de chansons populaires japonaises interprétées en anglais.
Cet album est un hommage aux mamans ; Hayley le dédie à « [sa] Maman, source d'inspiration ».

## Liste des titres
1. Tsubomi
2. Mikazuki (Crescent Moon)
3. Mieai E (To the Future)
4. Mama E (To Mother)
5. Love, Love, Love
6. Cosmos
7. Warabigami (A Child God)
8. Mother of Mine
9. Itsumo Nando Deno (Many Times Always)
10. Flower
11. Lullaby of Nemunoki